# سولوخی
سولوخی (انگلیسی: Solokhi) یک شهرک در بخش بلگورودسکی استان بلگورود کشور روسیه است.